# Kinkora (Ilha do Príncipe Eduardo)
Kinkora é um município rural canadense localizado no Condado de Prince, na Ilha do Príncipe Eduardo. A população no censo de 2016 era de 336 pessoas.